# Inahuaya
Inahuaya es una localidad peruana, capital de distrito de Inahuaya, provincia de Ucayali, al sur del departamento de Loreto.

## Descripción
Inahuaya es una localidad a orillas del río del mismo nombre, a la vez en la desembocadura de ese río en el Ucayali, este río más grande suele provocar inundaciones graves en la localidad y otras aledañas. Eso ocasionó que el gobierno peruano mantenga un puesto de monitoreo.
En agosto de 2017 se informó que se construiría una ruta carretera entre la localidad de Pampa Hermosa e Inahuaya.